# Ебісу
Ебісу (яп. えびす, 恵比須, 恵比寿, 夷, 戎), іноді транслітерується як Webisu (яп. ゑびす, Ебісу), також називається Хіруко (яп. 蛭子) або Котосіро-нусі-но-камі (яп. 事代主神) — японське божество риболовлі, удачі, робітників, захисник здоров'я малих дітей. Він один із семи богів удачі (яп. 七福神, Сітіфукудзін) і єдиний з семи, що пішов з Японії.

## Ебісу в міфах
Ебісу спочатку називався Хіруко, що значить «дитя-п'явка». Він був першою дитиною богів Ідзанагі та Ідзанамі, народжений без кісток (або в деяких оповідях без рук чи ніг) через провину своєї матері під час шлюбного ритуалу. Хіруко боровся за життя, але не міг стояти, тому був викинутий у море в човні з очерету до свого третього дня народження. Зрештою Хіруко викинуло на берег — ймовірно в Езо (蝦夷, давнє Хоккайдо), потім про нього дбав айну Ебісу Сабуро (戎三郎).

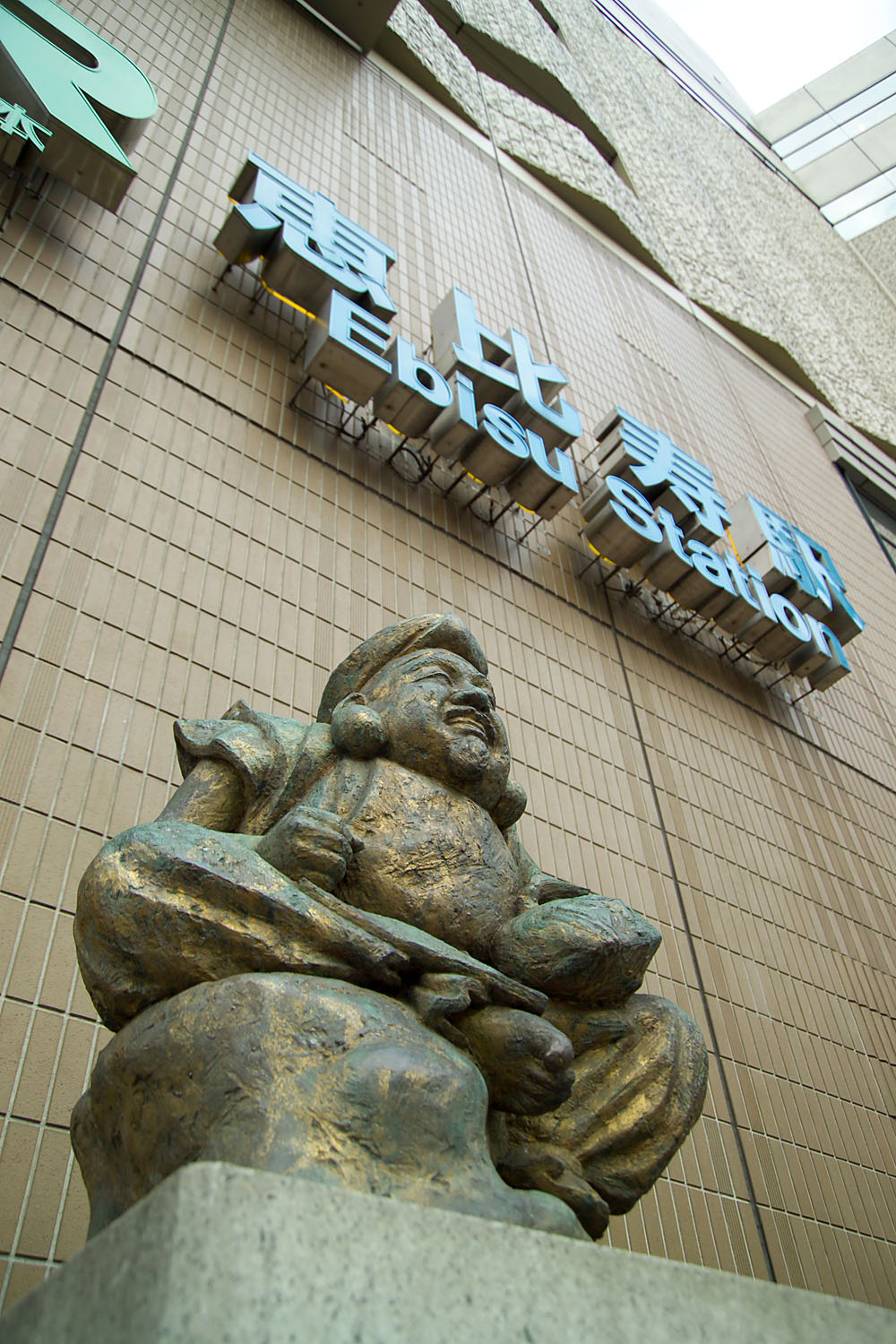
Статуя Ебісу перед станцією Ебісу, Токіо

Слабке дитя подолало багато лих, виростило ноги (і, мабуть, решту скелетної структури) в трирічному віці, та стало богом Ебісу. Бог залишився калікою та глухим, але, тим не менш, веселим та чуйним (звідки титл «Бог, що сміється»). Він часто змальовується у високому капелюсі — Казаорі Ебосі (風折烏帽子) — тримаючи вудку та великого червоного ляща або морського окуня. Медуза також асоціюється з богом, а ресторани фугу в Японії завжди використовують в своїх мотивах Ебісу.
На честь Ебісу відзначається фестиваль на двадцятий день десятого місяця, Каннадзукі (місяць без богів). В той час як інші вісім мільйонів японського пантеону збираються у Великому Храмі Ідзумо, Ебісу не чує закликів і таким чином доступний для шанування.

## В популярній культурі
- Бренд міської моди Евісу [Архівовано 1 лютого 2011 у Wayback Machine.] названий на честь Ебісу.
- Пиво «Yebisu» (яп. ヱビス, Ебісу), зварене Sapporo Brewery, названо на честь цього бога.
- В популярному аніме «Naruto», є ніндзя-джонін з ім'ям Ебісу. Окрім того, ім'я однієї з ляльок, яких використовує член Акацкі Сасорі, — Хіруко.

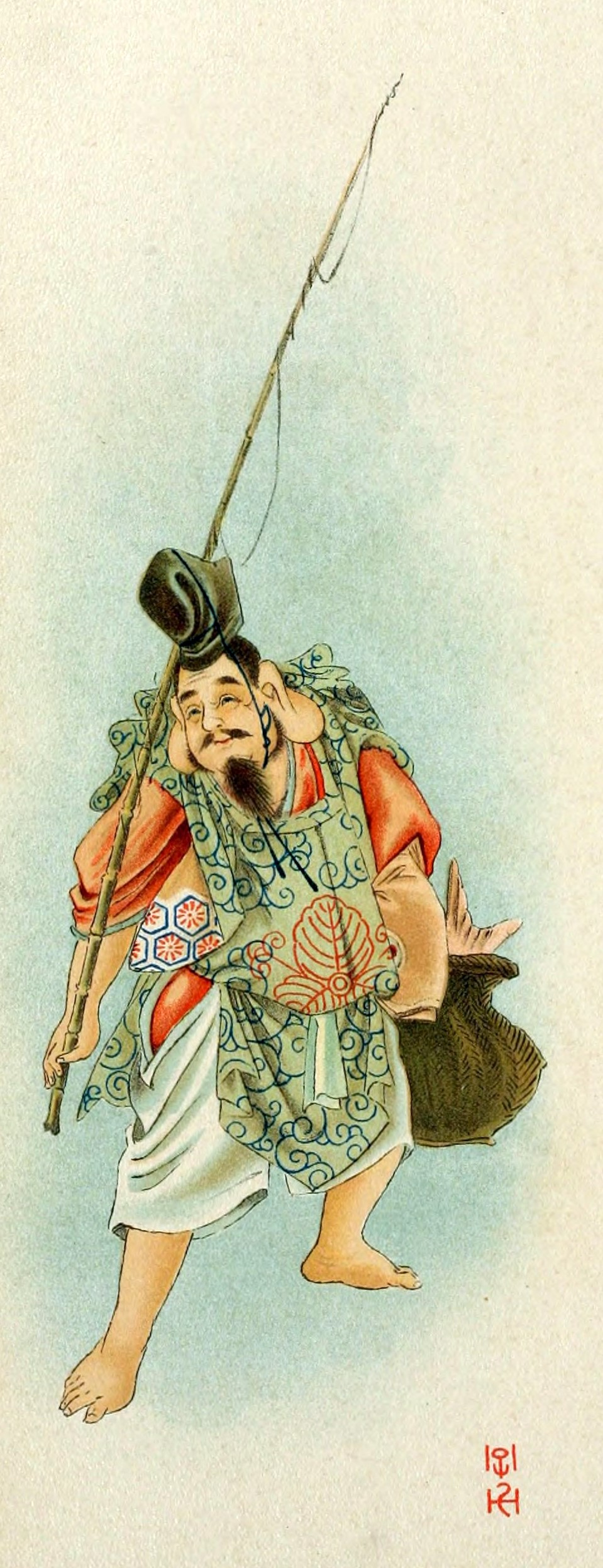

- У відеогрі «Final Fantasy XI» the Ebisu fishing rod — нескінченна вудка, потребує значних зусиль навіть щоб почати квест на її здобуття.